# Субтропічний ліс

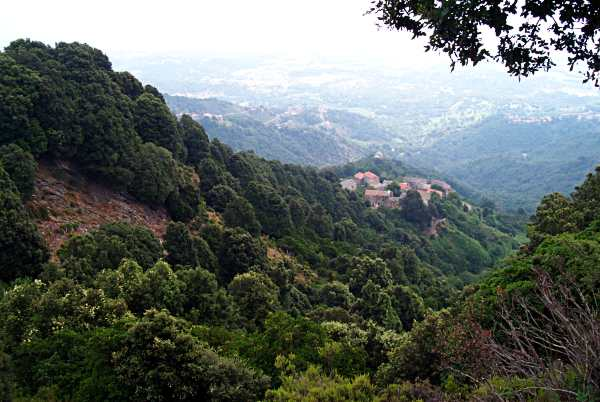
Середземноморський пейзаж Корсики

Територія, зайнята біомом

Середземнорські ліси, рідколісся та чагарники — біом, визначений Всесвітнім фондом природи.

Біом зазвичай має сухе літо і дощову зиму, хоча в деяких областях опади можуть бути рівномірними. 
Літо, як правило, спекотне у низинних районах віддалених від узбережжя, але може бути прохолодним на узбережжі. 
Зима, як правило, м’яка та прохолодна на низовинах, але може бути холодною у районах віддалених від узбережжя та на височині. 
Усі ці екорегіони дуже самобутні, у сукупності містять 10% видів рослин Землі.

## Поширення
Середземнорські ліси, рідколісся та чагарники здебільшого зустрічаються на теренах зі середземноморським кліматом, але заходять у середні широти:

- Середземномор'я
- Чилійський маторраль
- Каліфорнійський чапараль та рідколісся екорегіон у Каліфорнії та півострові Нижня Каліфорнія
- Західнокапська провінція
- Південно-західна[en] та південна Австралія.

Біом не обмежується середземноморською кліматичною зоною. Він також може бути присутнім в інших кліматичних зонах (які зазвичай межують із середземноморською кліматичною зоною), наприклад, у сухіших регіонах океанічного та вологого субтропічного клімату, 
а також у деяких районах напівпосушливого кліматичного поясу. 
Несередземноморські кліматичні регіони з середземноморською рослинністю включають долину річки Ніл, Єгипет (простягається вгору вздовж берегів річки), частини Східнокапської провінції, ПАР, південно-східної Австралії, південно-східного Азербайджану, південно-східну Туреччину, крайній північ Іраку, провінцію Мазандаран, Іран, Центральну Італію, частину Балкан (включаючи Північну Грецію), а також Північну та Західну Йорданію.

## Рослинність
Типи рослинності варіюються від лісів до рідколісся, саван, чагарників та луків; 
ландшафти «мозаїчного середовища проживання» поширені, де різні типи рослинності переплетені один з одним у складних візерунках, створених змінами ґрунту, топографії, впливом вітру та сонця та історією пожеж. 
Більша частина деревної рослинності в регіонах із середземноморським кліматом є склерофільною. 
Склерофільна рослинність, як правило, має невеликі темні листя, покриті восковим зовнішнім шаром, щоб утримувати вологу в посушливі літні місяці.
Фітогеографи розглядають фінбош (Південна Африка) як окреме рослинне царство, оскільки 68% з 8600 видів судинних рослин, які зустрічаються на його 90 000 км², є ендемічними та дуже відмінними на кількох таксономічних рівнях.

Фінбош і чагарники Південно-Західної Австралії мають флору значно різноманітнішу, ніж інші екорегіони, хоча будь-який середземноморський чагарник все багатший на види та ендеміки порівняно з іншими нелісовими екорегіонами.

## Поділ

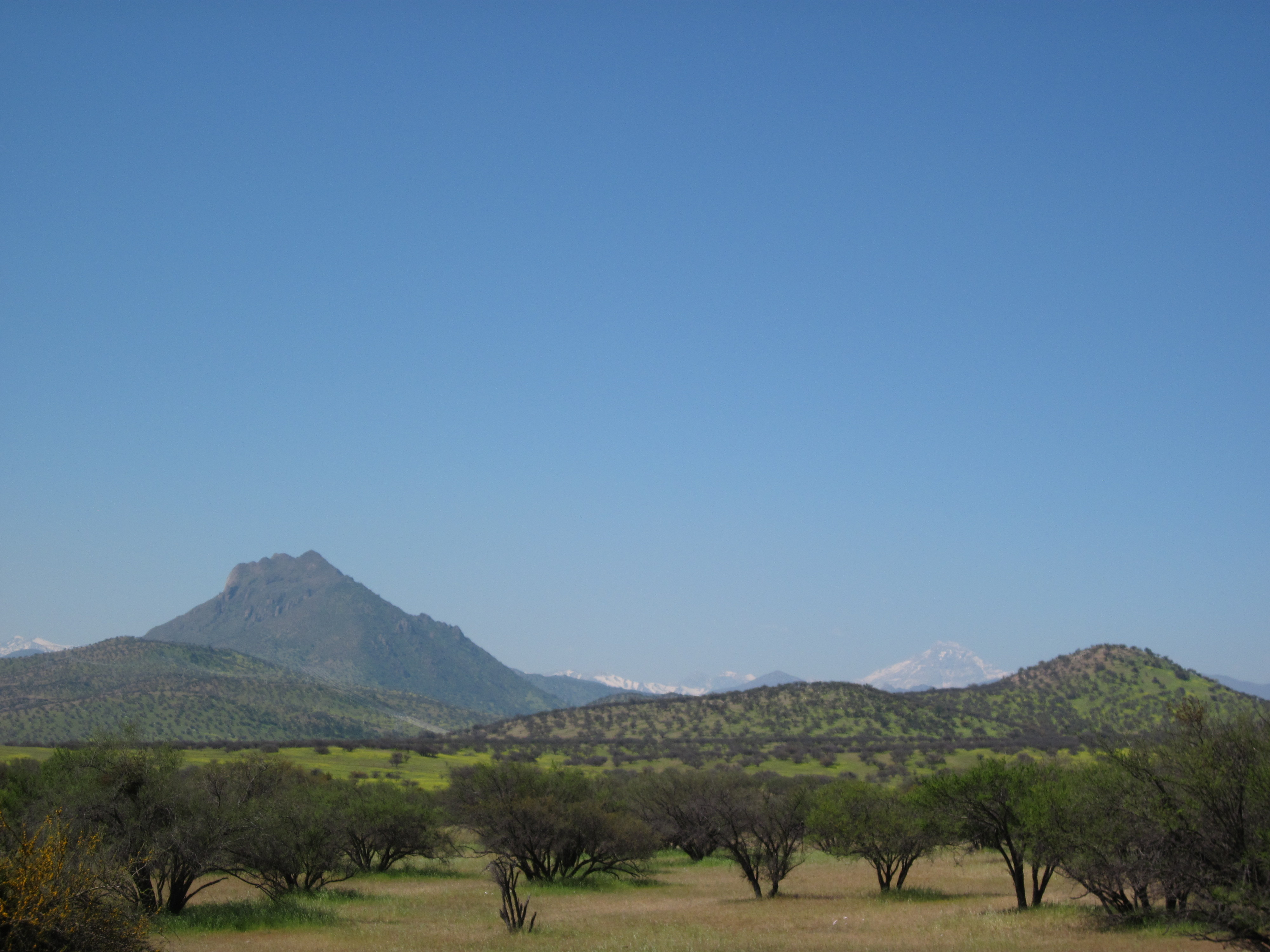
Весна у чилійському маторралі за декілька кілометрів на північ від Сантьяго вздовж Панамериканського шосе

- Ліси: середземноморські ліси, як правило, складаються з широколистяних дерев, таких як дубові та мішані склерофілові ліси Каліфорнії та Середземноморського регіону, евкаліптові ліси Південно-Західної Австралії та ліси нотофагуса у центральній частині Чилі. Ліси часто зустрічаються в прибережних районах, де вони отримують більше літніх опадів. Хвойні ліси також зустрічаються, особливо навколо Середземного моря. Соснові та листяні дубові рідколісся поширені по всій Каліфорнії.
- Рідколісся: дубові рідколісся[en] характерні для Середземноморського басейну та Каліфорнії. Соснові ліси також є в Середземноморському басейні. У Каліфорнії також є горіхові рідколісся.
- Саванна та пасовища: Луки Каліфорнійської долини є найбільшим середземноморським екорегіоном пасовищ, хоча ці пасовища в основному перетворені на сільськогосподарські угіддя. Решта рідколісь переважно представлені дубом, горіхом та сосною. Савана з коркового дуба в Португалії, відома як монтадо[en], є хорошим прикладом середземноморської савани.
- Скреб: густі зарості вічнозелених склерофілових чагарників і невеликих дерев. Найчастіше зустрічаються біля морського узбережжя і часто пристосовані до вітру та солоного повітря з океану. Їх називають чапараль (Каліфорнія та південна Португалія), матораль в Чилі та південній Іспанії, гарига або макі у Франції, маквіс або гарига в Італії, фригана[de] в Греції, томілляр[es] в Іспанії, фінбош, реностервелд[en], сукулент-Кару і  страндвелд у Південній Африці, квонган у південно-західній Австралії та бата в Ізраїлі. Північний прибережний чагарник[en] і прибережний чагарник[en], також відомий як м’який чапараль, зустрічаються поблизу узбережжя Каліфорнії.